# RUIM

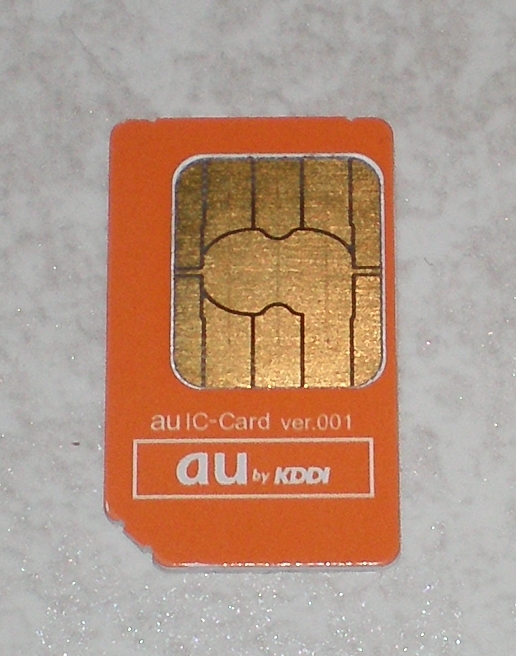
KDDI的au IC-Card

RUIM是應用在CDMA2000手機的一種智慧卡，可插入對應的3G手機以使用行動電話服務。 RUIM卡可以儲存使用者資料、電話號碼、認證資料及為SMS提供儲存空間。
RUIM卡的標準化工作由3GPP2（第三代夥伴計畫2）負責進行。

## 外部連結
- RUIM卡 - ITwiki it百科